# Desierto de Danakil

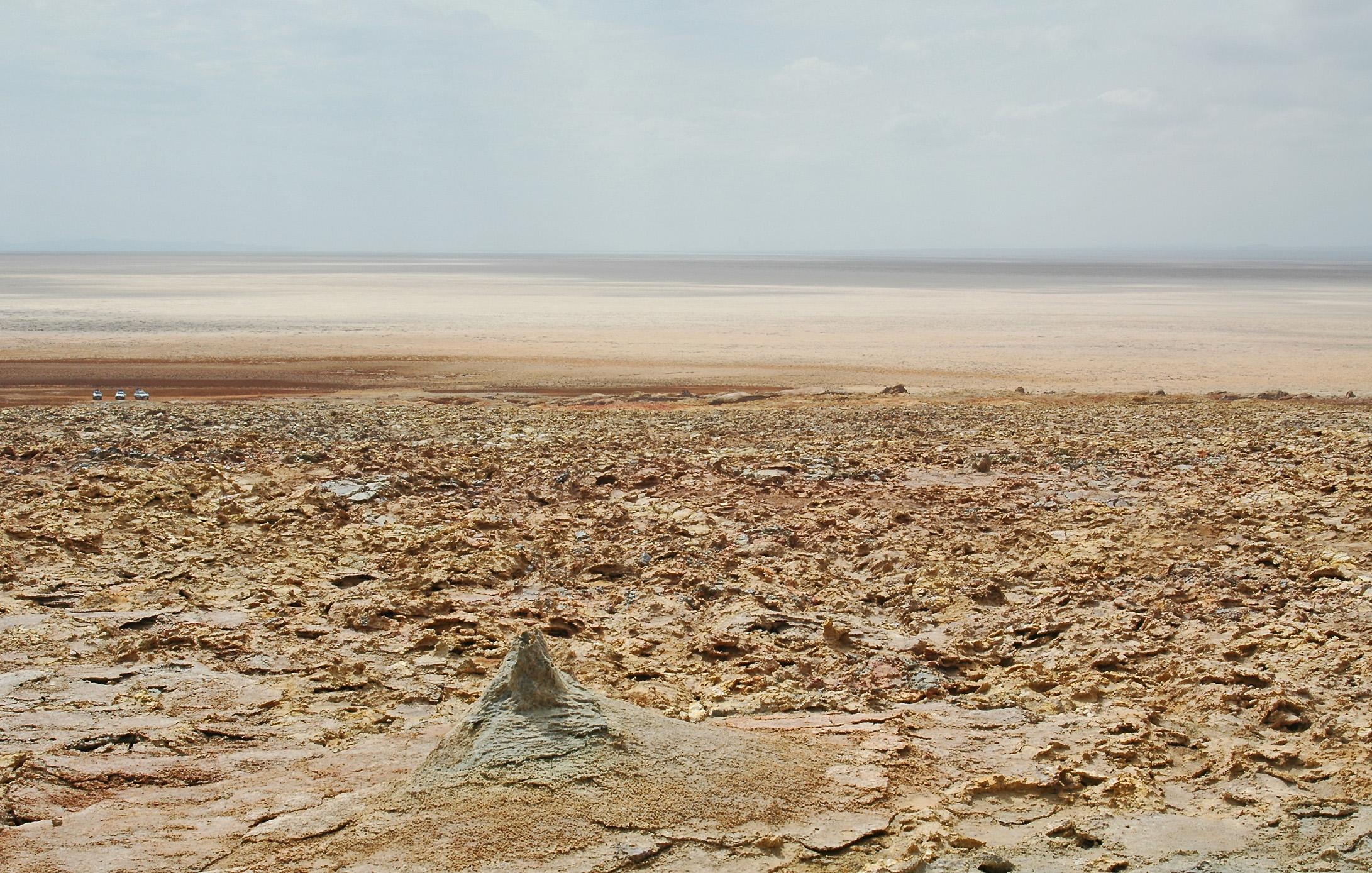
Paisaje desértico del Danakil

El desierto de Danakil es un desierto de África conocido por su calor extremo e inhospitalidad que está situado en el Cuerno de África, en la depresión de Afar, muy cerca del mar Rojo. Administrativamente, ocupa parte del noreste de Etiopía, del sur de Eritrea y gran parte de Yibuti. Es la patria del pueblo afar, que son conocidos por su capacidad para soportar un calor intenso (la temperatura media es de 34 °C en el Dallol) como han acreditado viviendo en la zona desde hace cientos de años.
La principal industria del desierto de Danakil es la extracción de sal que todavía se corta a mano en losetas y se carga en camellos para su transporte, siendo habitual aún ver caravanas de camellos haciendo el lento viaje por el desierto. Presenta una variada flora y fauna, que incluye los asnos salvajes somalíes, una especie en extinción .
Existen en la región muchos volcanes, incluyendo el Erta Ale (613 m) y el volcán Dabbahu (1442 m). El punto más profundo del desierto está en la depresión de Danakil, que llega a los 100 metros por debajo del nivel del mar .
Al sur de Eritrea, un equipo de investigadores ha hallado una serie de huellas que han identificado con individuos de la especie Homo erectus, y que tendrían unos 800.000 años de antigüedad. Su estudio detallado puede proporcionar información clave sobre la evolución de la bipedestación hasta llegar a nuestra especie.

## Geología
El  desierto está encima de una grieta en la corteza terrestre, en una región conocida como el infierno en la tierra, una gigantesca llanura salpicada de formaciones de sal, sulferetos y azufre cuya actividad volcánica es una de las más activas en todo el mundo. Esto, unido a las altas temperaturas que pueden alcanzar los 60 °C, que hace pensar que este lugar no es apto para ser habitado.
Sin embargo, aproximadamente 130 000 personas establecieron sus hogares en esta tierra, todas de la tribu nómada afar, que practican el comercio de la sal como forma de vida. Viajan de 15 a 20 km todos los días para recoger leña y acarrear agua, que hierve a 90 °C. Se alimentan de la leche de cabras o camellos y también de su carne. Trabajan sobre el suelo más caliente del planeta. Los vientos son cálidos y cargados de arena. En esta tierra viven pequeños escorpiones que solo se ven en la noche con una luz especial.
En el volcán Dallol, el paisaje es impresionante, con fuentes ardientes con una gama de colores brillantes, que van del naranja al verde, pasando por el blanco y el amarillo brillante, debido al azufre y a otros  minerales. Estas formaciones de minerales que salen de las entrañas de la tierra crean un panorama que parece de otro planeta. Este es el lugar que tiene el récord de temperatura media más alta en un lugar habitado en la Tierra. Algunos científicos y geólogos estudian ese entorno y cómo viven allí animales y humanos.

## Clima
Dallol es un cráter volcánico o maar en la depresión de Danakil. Dallol tiene una versión extrema de clima caliente del desierto (Clasificación climática de Köppen BWh) típica del desierto de Danakil. Dallol es el lugar más caliente durante todo el año en el planeta y en la actualidad mantiene la temperatura máxima promedio récord para un lugar habitado en la Tierra, donde se registró una temperatura media anual de 34,6 °C (94,3 °F) entre los años 1960 y 1966. La temperatura máxima media anual es de 41 °C (105 °F) y el mes más caliente tiene un promedio de temperatura máxima de 46,7 °C (116,1 °F). Además de ser todo el año extremadamente caliente, el clima de las tierras bajas de la depresión de Danakil es también extremadamente seco e hiperárido en términos de días de lluvia promedio anual, ya que solo tiene unos pocos días récord de precipitación mensurable. El clima caliente del desierto de Dallol es particularmente debido a la proximidad con el ecuador y el mar Rojo. Esto genera una muy baja estacionalidad, el constante calor extremo y el poco eficiente enfriamiento nocturno.
| Parámetros climáticos promedio de Dallol | Parámetros climáticos promedio de Dallol | Parámetros climáticos promedio de Dallol | Parámetros climáticos promedio de Dallol | Parámetros climáticos promedio de Dallol | Parámetros climáticos promedio de Dallol | Parámetros climáticos promedio de Dallol | Parámetros climáticos promedio de Dallol | Parámetros climáticos promedio de Dallol | Parámetros climáticos promedio de Dallol | Parámetros climáticos promedio de Dallol | Parámetros climáticos promedio de Dallol | Parámetros climáticos promedio de Dallol | Parámetros climáticos promedio de Dallol |
| Mes                                      | Ene.                                     | Feb.                                     | Mar.                                     | Abr.                                     | May.                                     | Jun.                                     | Jul.                                     | Ago.                                     | Sep.                                     | Oct.                                     | Nov.                                     | Dic.                                     | Anual                                    |
| ---------------------------------------- | ---------------------------------------- | ---------------------------------------- | ---------------------------------------- | ---------------------------------------- | ---------------------------------------- | ---------------------------------------- | ---------------------------------------- | ---------------------------------------- | ---------------------------------------- | ---------------------------------------- | ---------------------------------------- | ---------------------------------------- | ---------------------------------------- |
| Temp. máx. abs. (°C)                     | 40                                       | 41                                       | 44                                       | 46                                       | 48                                       | 50                                       | 48                                       | 47                                       | 46                                       | 45                                       | 44                                       | 41                                       | 50                                       |
| Temp. máx. media (°C)                    | 36.1                                     | 36.1                                     | 38.9                                     | 40.6                                     | 44.4                                     | 46.7                                     | 45.6                                     | 45.0                                     | 42.8                                     | 41.7                                     | 39.4                                     | 36.7                                     | 41.2                                     |
| Temp. media (°C)                         | 30.3                                     | 30.5                                     | 32.5                                     | 33.9                                     | 36.4                                     | 38.6                                     | 38.7                                     | 37.6                                     | 37.3                                     | 35.6                                     | 33.2                                     | 30.8                                     | 34.6                                     |
| Temp. mín. media (°C)                    | 24.6                                     | 24.6                                     | 26.0                                     | 27.1                                     | 28.5                                     | 30.4                                     | 31.8                                     | 31.0                                     | 31.6                                     | 29.6                                     | 27.1                                     | 25.7                                     | 28.2                                     |
| Temp. mín. abs. (°C)                     | 24.6                                     | 24.6                                     | 25.4                                     | 26.1                                     | 27.4                                     | 28.7                                     | 29.3                                     | 29.5                                     | 30                                       | 27                                       | 26                                       | 24.8                                     | '                                        |
| Fuente: AccuWeather.com                  |                                          |                                          |                                          |                                          |                                          |                                          |                                          |                                          |                                          |                                          |                                          |                                          |                                          |

## Trivia
La National Geographic lo nombró como el «lugar más cruel de la Tierra» ("Cruelest Place on Earth"). La zona fue objeto de un documental de la BBC realizado por Kate Humble.